# Lakbäck, Hudiksvalls kommun
Lakbäck är ett fiskeläge i Rogsta socken, Hudiksvalls kommun, beläget längs hälsingekusten 15 km öster om Hudiksvall. Fiskeläget består av en naturhamn med flera gamla sjöbodar varav vissa nu är omgjorda till sommarbostäder. Övriga fastigheter i området används främst som fritidshus. Fiskeläget gränsar mot fritidsområdena Storsand i norr och Dressviken i söder.